# 虎尾壠社
虎尾壠社（荷蘭語：Farvolong, Vavoralang），或譯虎尾壟社、華武壟社、費佛朗社，約現今雲林縣虎尾、土庫、褒忠等鄉鎮一帶。唯一留下依其譯音所命名的新、舊「虎尾」溪及「虎尾」鎮名。

## 歷史
1636年起，因赤崁附近的鹿群大量減少，大員當局遂開放漢人前往北邊捕鹿。此時虎尾壠社則為有名的梅花鹿棲息地，不少漢人走私團體居住於此，並和原住民從事鹿皮交易。虎尾壠漢人為了排除新來漢人的競爭，便聯合虎尾壠原住民反抗荷蘭人，並殺害前來捕鹿的漢人。1637年10月、1638年11月，荷兰人分别两次进攻进攻虎尾壠社。
根據《遠征虎尾壠社日誌》可知，荷治時期的虎尾壠社「是個大而富裕的村社，跟麻豆社一樣大，有 2,200 間房子（戶），儲滿稻子和黍，據說人口約 3,500 名；虎尾壠人身長皆高過臣屬公司之村社土著一個頭，是遠近馳名的驍勇戰士，作戰時只用弓和箭，不用矛和盾」。